# Monochamus pentagonus
Monochamus pentagonus là một loài bọ cánh cứng trong họ Cerambycidae.